# Římskokatolická církev v Rumunsku

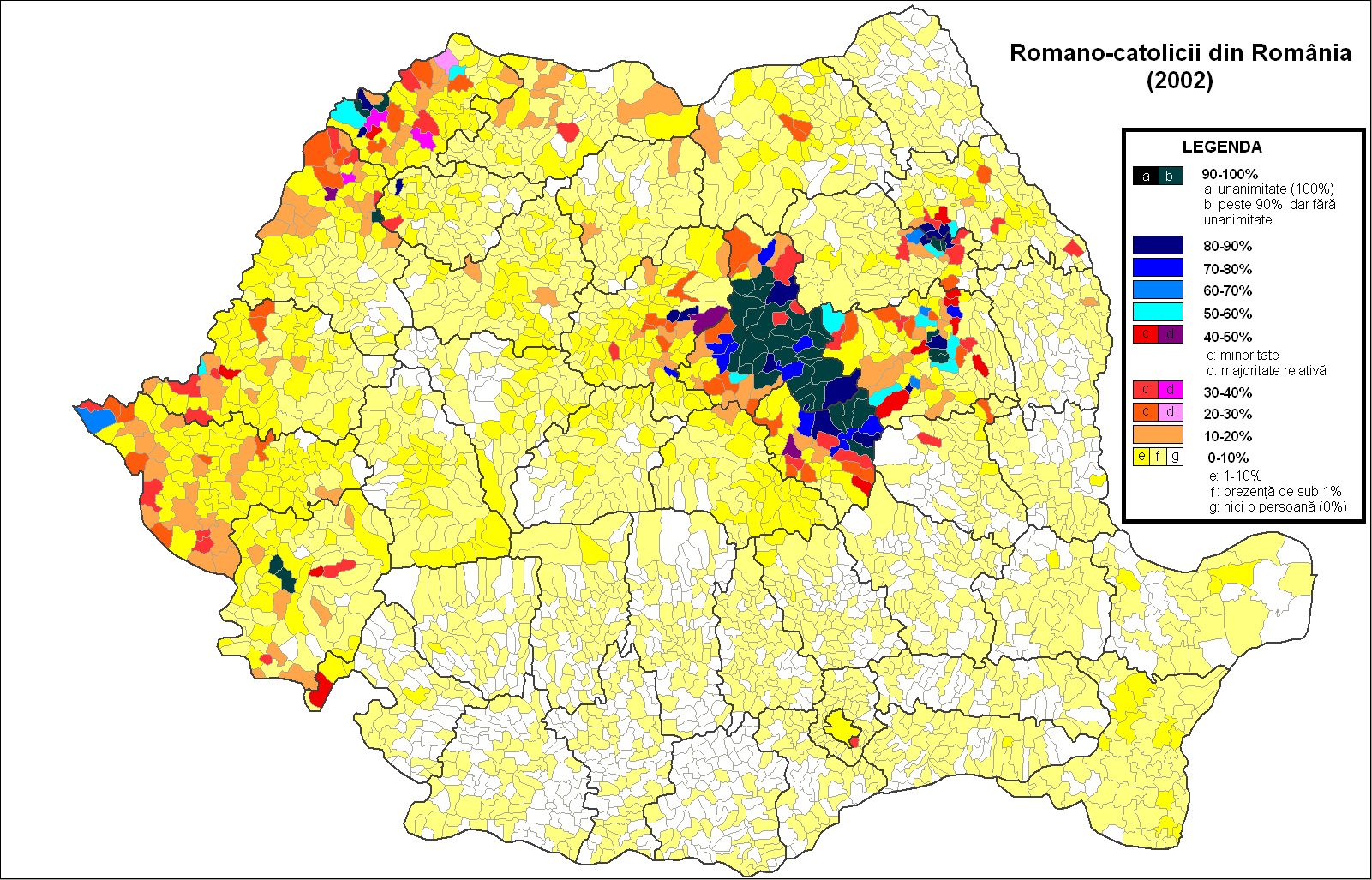
Římskokatolická církev v Rumunsku (2002)

Římskokatolická církev v Rumunsku je druhou největší organizovanou náboženskou skupinou Rumunska, v roce 2002 se k ní přihlásilo přes 1 028 000 obyvatel (4,7 %), z nichž velká většina se nachází v Sedmihradsku a oblastech přilehlých k Maďarsku a je národnostně tvořena Maďary. Nejvyšší podíl římských katolíků je v župách Harghita (65 %) a Covasna (36 %).

## Historie

### Dopad reformace

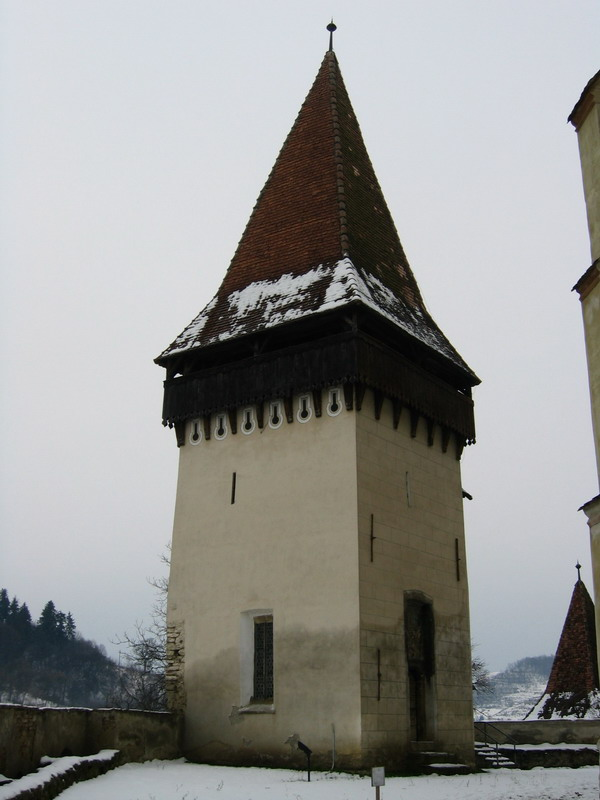
„Katolická věž“ u opevněného kostela v Biertanu (německy Birthälm)

Po bitvě u Moháče v roce 1526, během které Osmané dobyli velkou část Uherska a zanechali Sedmihradsko pod vládou místních knížat, vstoupil římský katolicismus do období úpadku a následně čelil úspěchům reformace. První komunitou, která přijala protestantské vyznání, byli sedmihradští Sasové, z nichž většina se již v roce 1547 hlásila k luteránskému augsburskému vyznání. Krátce poté následovaly velké skupiny maďarského obyvatelstva, které konvertovaly ke kalvinismu. Proboštství v Sibini (německy Hermannstadt, dnes Sibiu) zcela zaniklo. Katolická církev se pokusila o obnovení své pozice poté, co se vlády v Sedmihradsku ujal katolický duchovní Jiří Martinuzzi, ale po jeho zavraždění v roce 1551 opět upadla.

## Struktura
Rumunsko tvoří jednu církevní provincii složenou z pěti diecézí. Organizačně mimo provincii stojí arcibiskupství v Alba Iulia, podřízené přímo Svatému stolci.
- arcidiecéze bukurešťská (zal. 1883, arcib. od 1930) se sufragánními diecézemi:
  - diecéze velkovaradínská (zal. 1093)
  - diecéze Satu Mare (zal. 1804)
  - diecéze jasská (zal. 1884)
  - diecéze temešvárská (zal. 1930)
- arcidiecéze Alba Iulia (zal. 1009, arcib. od 1991)

V Rumunsku existuje také Rumunská řeckokatolická církev s rozvinutou strukturou, která má cca 500 tisíc věřících.

## Fotogalerie

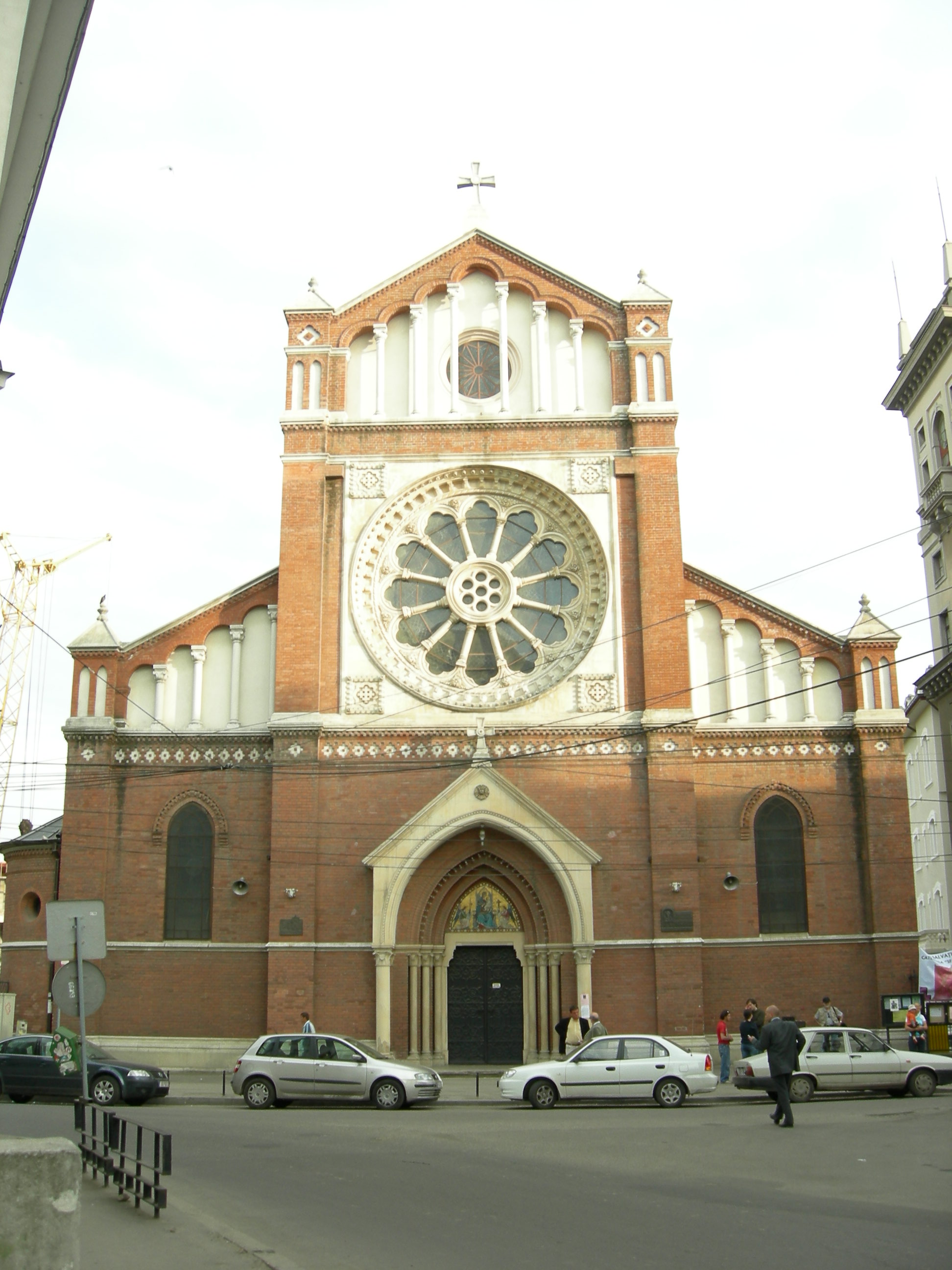
Katedrála sv. Josefa v Bukurešti
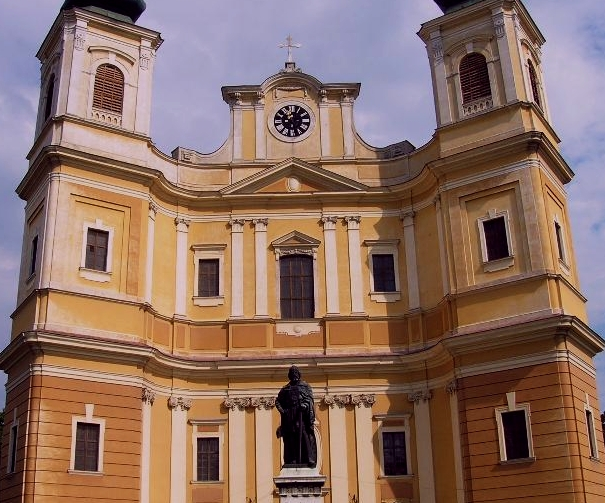
Katedrála sv. Ladislava v Oradei
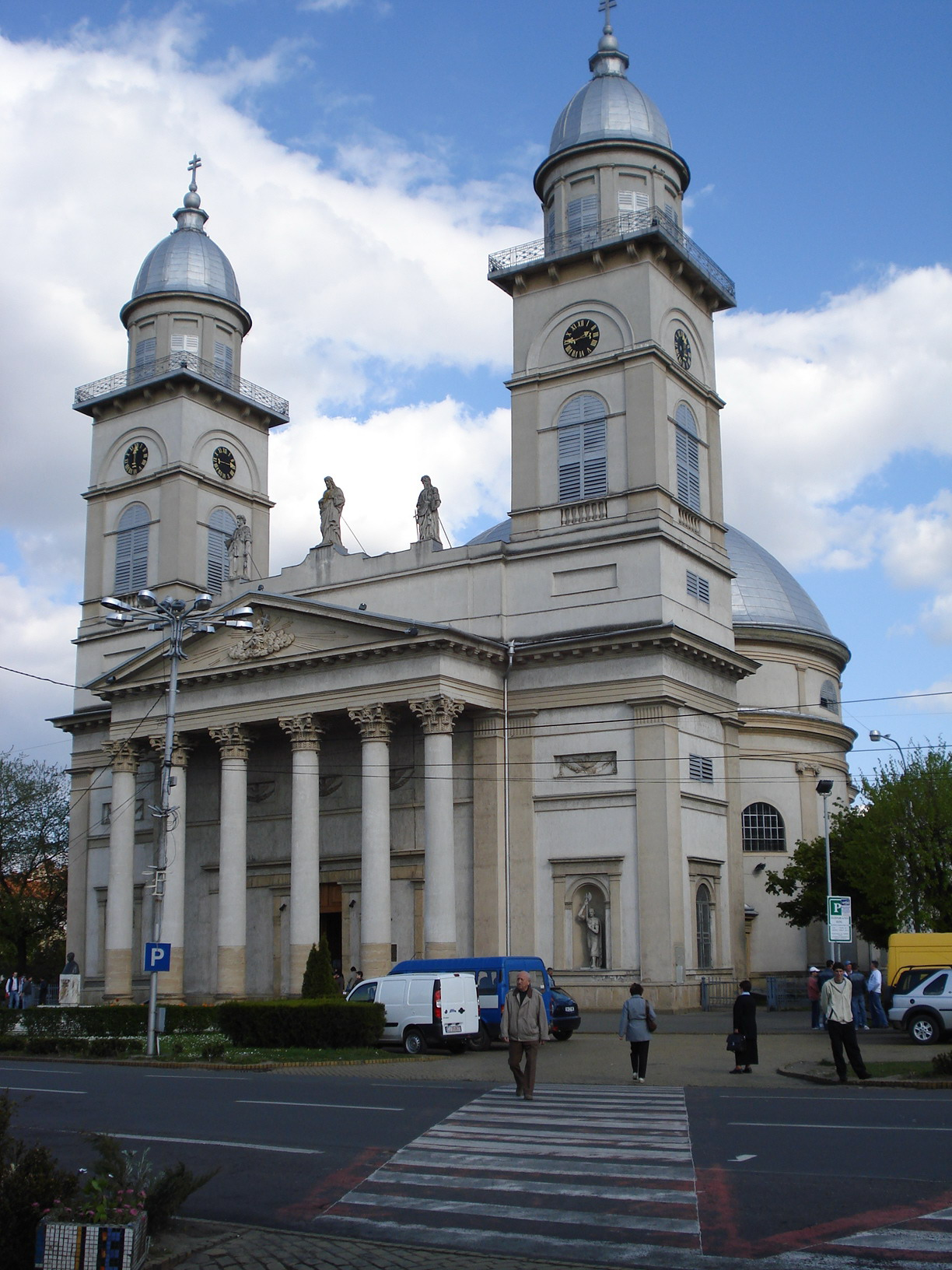
Katedrála v Satu Mare
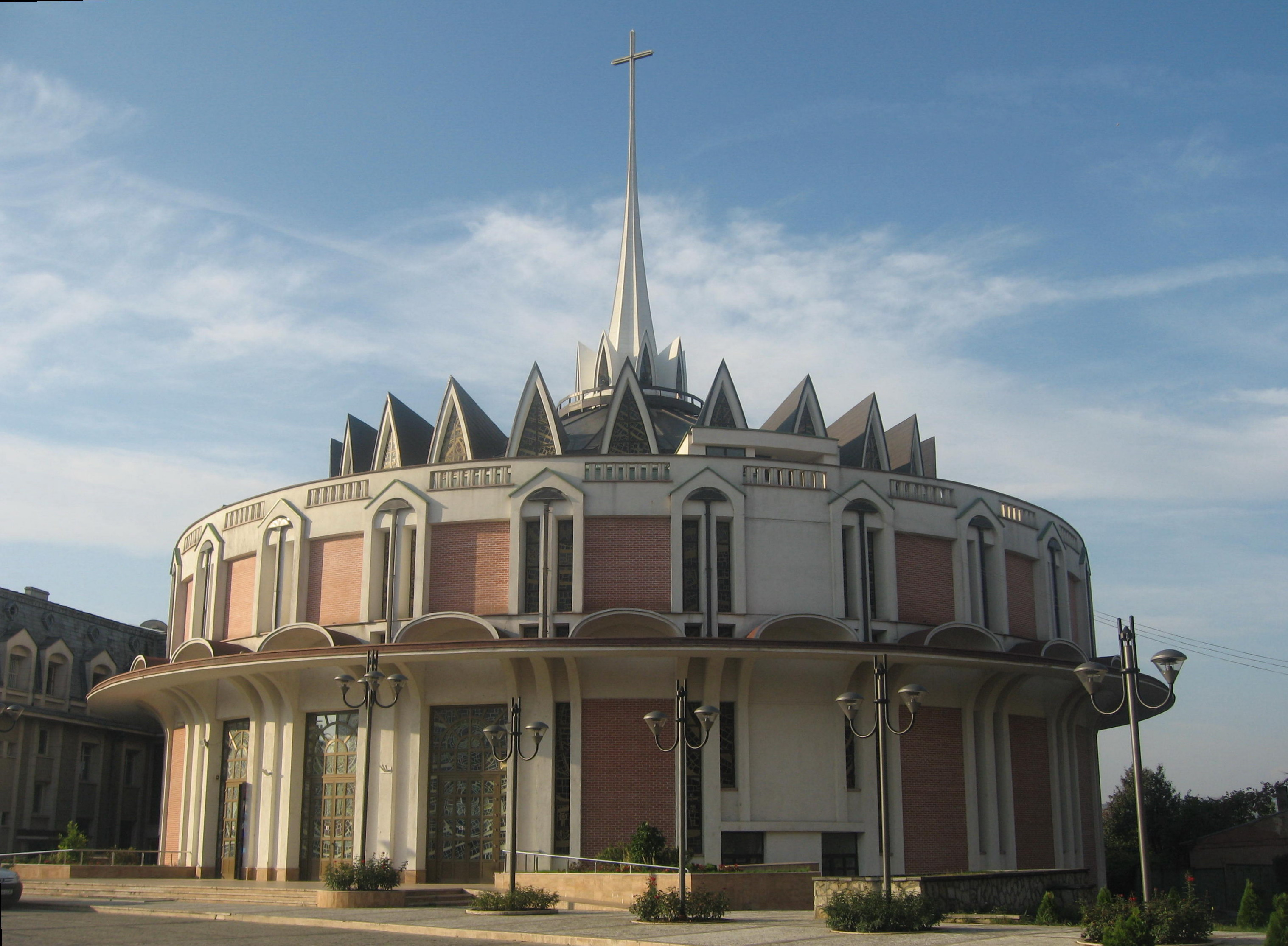
Katedrála Panny Marie Královny v Jasech
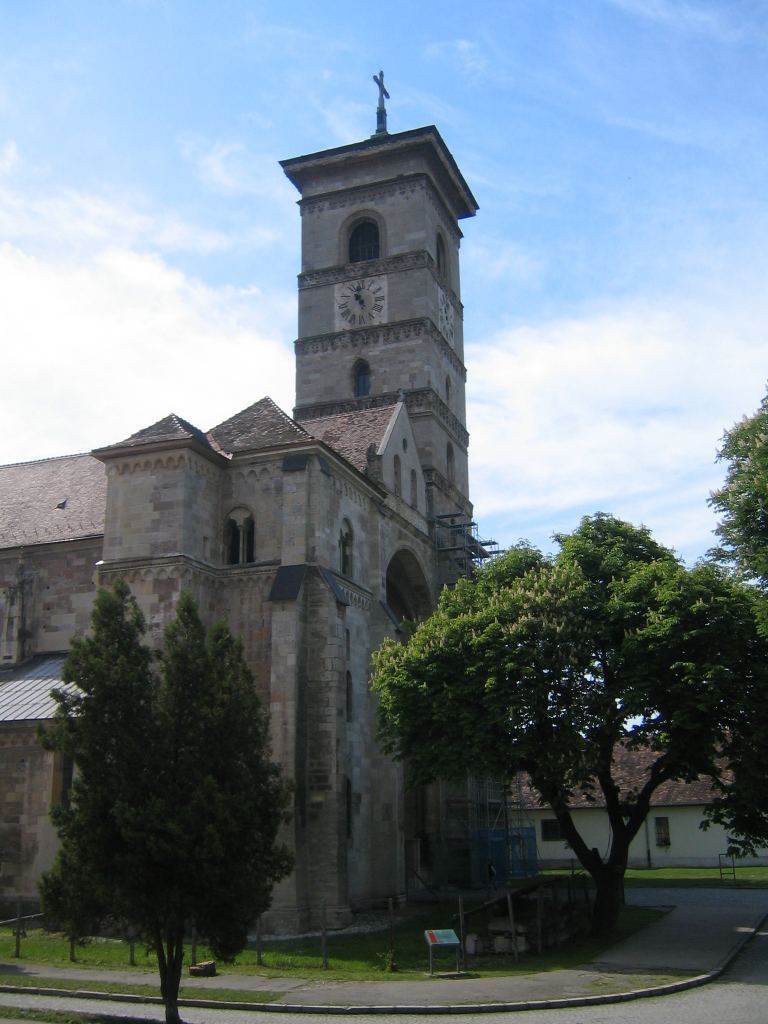
Katedrála sv. Michaela v Alba Iulia